# بهزاد غلامپور
بهزاد غلامپور (زاده ۲ دی ۱۳۴۵ در مسجد سلیمان) دروازه‌بان پیشین فوتبال است.

## زندگی
بهزاد غلامپور شهنی در ۲ دی‌ماه ۱۳۴۵ در شهر مسجدسلیمان، استان خوزستان زاده شد.

## دوران حرفه‌ای
غلامپور در پاس تهران هر روز اوج می‌گرفت و بزرگ می‌شد سال ۱۳۷۰ با پاس قهرمان ایران شد. با این تیم به بزرگ‌ترین رؤیای خود رسید و جام باشگاه‌های آسیا ۹۳–۱۹۹۲ را بالای سر برد. در لیگ آزادگان ۱۳۷۱ غلامپور ناجی پاس شد تا این تیم قهرمان لیگ ایران شود. با تصمیم فدراسیون فوتبال ایران لیگ در دو گروه برگزار می‌شد و مرحلهٔ نیمه‌نهایی و فینال داشت. وقتی در زمان ۱۲۰ دقیقه از پس هم برنیامدند این ضربات پنالتی بود که باید قهرمان لیگ را مشخص می‌کرد. تمام تلاش دو تیم قدرتمند لیگ به دستان دروازه‌بانان گره خورد و آن کسی که بند آخر این گره را باز کرد کسی نبود جز بهزاد غلامپور که ضربهٔ بهزاد داداش‌زاده را مهار کرد و پاس را به قهرمانی رساند.
بهزاد غلامپور در زمان سرمربی‌گری محمد مایلی کهن به تیم ملی فوتسال ایران برای مسابقات جام جهانی فوتسال دعوت شد که توانست به مقام چهارمی برسد. او در این مسابقات دروازه‌بان فیکس تیم ملی فوتبال بود که از خود نمایش درخشانی ارائه داد.
روزهای خوب اما به یکباره ویران شد. تنها در چند روز غلامپور به منفورترین ورزشکار ایران بدل گشت. او در مسابقات مقدماتی جام جهانی ۱۹۹۴ آمریکا در ۵ بازی ۱۱ گل خورد و یکی از افتضاح‌ترین آمارهای تاریخ فوتبال را ثبت کرد. بهزاد غلامپور که با اشتباهات فاحش خود آرزوهای یک ملت را به باد داده بود هر روز شایعاتی از وی به گوش می‌رسید که از فوتبال کناره‌گیری خواهد کرد ولی او که با پیشنهاد استقلال تهران روبرو شده بود بی‌درنگ این پیشنهاد را پذیرفت و آبی‌پوش شد. در شهرآورد سال ۱۳۷۴ غلامپور دوباره متولد شد و در شکست پرسپولیس تمامی کارشناسان او را دلیل برتری استقلال معرفی کردند. ضربهٔ قیچی برگردان غلامپور در آن بازی که مانع گل زدن پرسپولیس شد اوج درخشش وی بود که در اذهان باقی مانده و یکی از تصاویر ماندگار تاریخ فوتبال ایران است. تلاش‌های غلامپور برای برگشتن به تیم ملی بی‌نتیجه بود تا جایی که مایلی کهن سرمربی وقت تیم ملی از وی برای حضور در رقابت‌های جام ملت‌های آسیا ۱۹۹۶ دعوت به عمل نیاورد. اما وی دست از تلاش برنداشت تا سرانجام منصور پورحیدری سرمربی تیم ملی ایران در بازی‌های آسیایی ۱۹۹۸ را مجاب کرد قفس توری را بار دیگر به او بسپارد. غلامپور در این مسابقات به بهترین شکل ممکن گذشته را جبران کرد درخشش وی به گونه‌ای بود که در ۵ بازی آخر تیم ملی در آن تورنمنت مهم آسیایی فقط یک گل دریافت کرد و با دفع ضربهٔ پنالتی تیم چین نقش بسزایی در قهرمانی تیم ملی در بازی‌های آسیایی ۱۹۹۸ داشت. او به همراه علی دایی و علی موسوی و کریم باقری از نفرات اصلی تیم ملی در این قهرمانی بودند.
این قهرمانی تا کنون آخرین قهرمانی تیم ملی بزرگسالان ایران در آسیا می‌باشد و از سال ۲۰۰۲ به دستور afc تیم‌های امید تا الان در این مسابقات بازی می‌کنند.
او در مجموع ۲۸ بازی برای تیم ملی ایران و ۸ بازی برای تیم ملی فوتسال ایران در مسابقات جام جهانی فوتسال ۱۹۹۲ انجام داده است.
بهزاد غلامپور از معدود بازیکنانی است که هم به همراه تیم ملی و هم به همراه یک تیم باشگاهی قهرمان آسیا شده است.

## دوران مربی‌گری
او سابقه همکاری با آندره آ استراماچونی، فرهاد مجیدی، ریکاردو سا پینتو و جواد نکونام به عنوان مربی دروازه‌بانان استقلال تهران را در کارنامه دارد. او همچنین مربی دروازه‌بانان تیم ملی در زمان سرمربیگری علی دایی بود.

## افتخارات

### باشگاهی

#### پاس
- قهرمان جام میلز هندوستان(۱): ۱۳۷۰
- قهرمانی جام باشگاه‌های آسیا(۱): ۹۳–۱۹۹۲
- قهرمانی لیگ فوتبال ایران(۱): ۱۳۷۰
- قهرمانی لیگ فوتبال ایران(۱): ۱۳۷۱

#### استقلال

##### بازیکن
- قهرمانی جام حذفی فوتبال ایران(۱): ۷۵–۱۳۷۴

مربی
- قهرمانی لیگ برتر فوتبال ایران(۱): ۰۱–۱۴۰۰
- قهرمانی سوپر جام فوتبال ایران(۱):۱۴۰۱
- نایب‌قهرمان جام حذفی فوتبال ایران(۱): ۱۴۰۲–۱۴۰۱

### ملی

#### تیم ملی فوتبال ایران
- قهرمان بازی‌های آسیایی(۲): ۱۹۹۰، ۱۹۹۸

#### تیم ملی فوتسال ایران
- مقام چهارمی جام جهانی فوتسال(۱):۱۹۹۲

## دوران ورزشی
- باشگاه فوتبال پاس تهران: ۱۹۹۰ تا ۱۹۹۳
- باشگاه فوتبال استقلال تهران: ۱۹۹۴ تا ۱۹۹۸
- باشگاه فوتبال پاس تهران: ۱۹۹۹ تا ۲۰۰۰
- باشگاه فوتبال سایپا تهران: ۲۰۰۱ تا ۲۰۰۴
- باشگاه فوتبال نفت مسجدسلیمان: ۱۹۸۶ تا ۱۹۹۰